# Ostfeld (Bad Heilbrunn)
Ostfeld ist ein Ortsteil der Gemeinde Bad Heilbrunn im oberbayerischen Landkreis Bad Tölz-Wolfratshausen. Die Siedlung liegt circa einen Kilometer östlich von Bad Heilbrunn und ist über die Bundesstraße 472 zu erreichen.